# Georg Heinrich Pertz

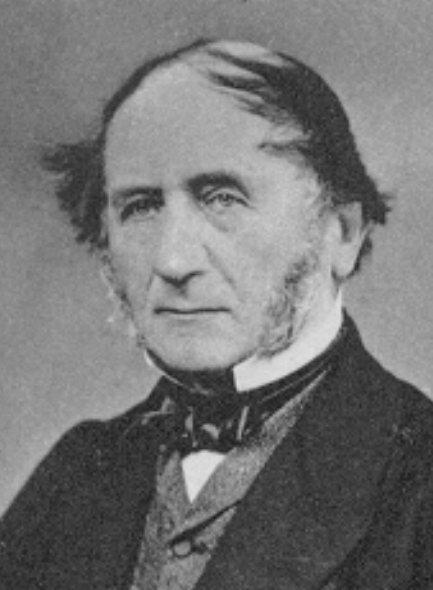
Georg Heinrich Pertz

Georg Heinrich Jakob Pertz (* 28. März 1795 in Hannover; † 7. Oktober 1876 in München) war ein deutscher Historiker und Bibliothekar.

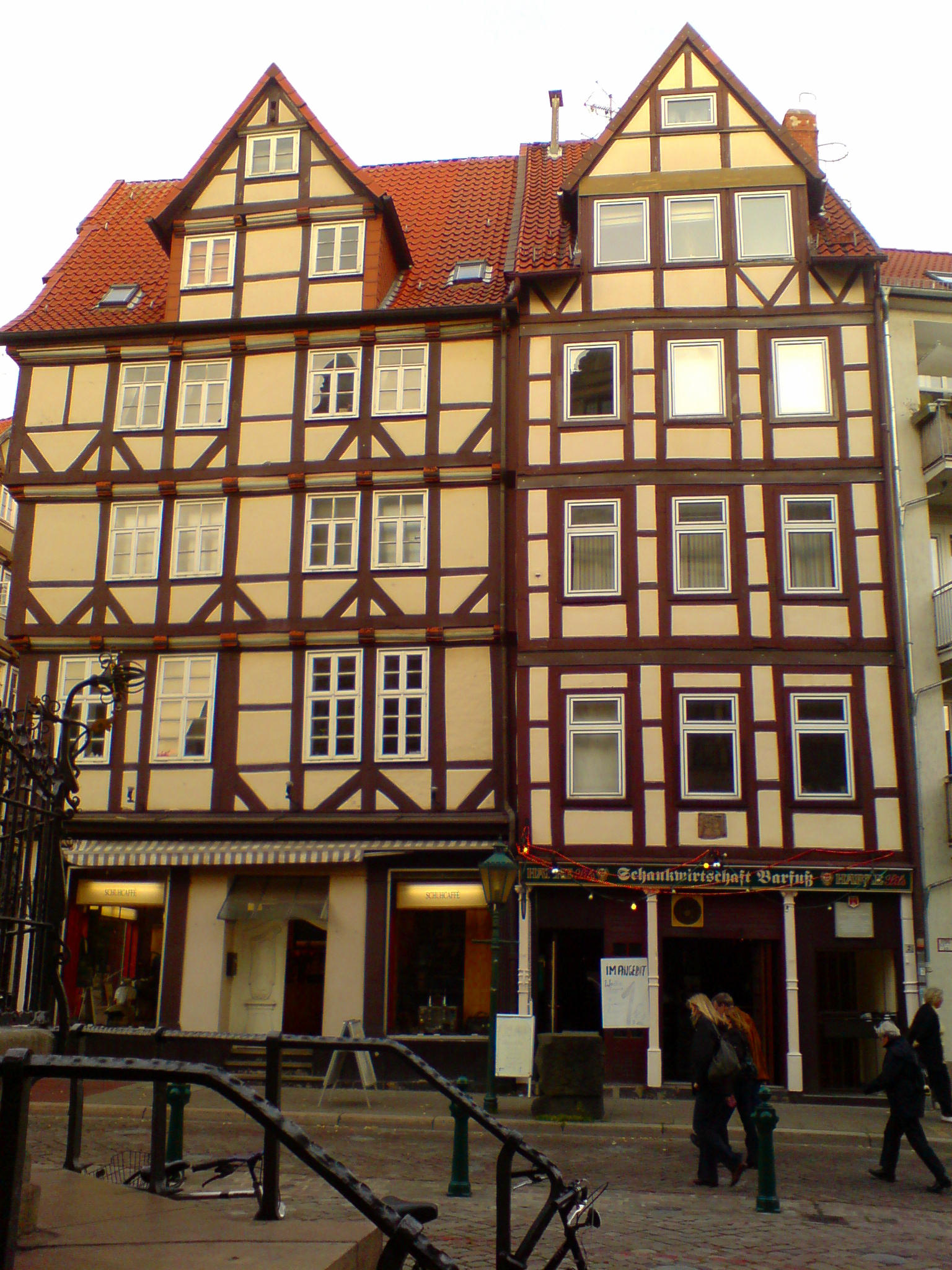
Geburtshaus in Hannover, Holzmarkt 2 (rechts im Bild)

## Leben
Georg Heinrich Pertz entstammte der Familie Pertz und wurde in dem Fachwerkhaus Holzmarkt 2 in Hannover geboren als Sohn des Hofbuchbinders Christian August Pertz und dessen Ehefrau Henrietta Justina geborene Deppen. Er studierte ab 1813 Geschichte und Philologie an der Georg-August-Universität Göttingen und wurde am 14. Oktober 1816 promoviert. Pertz war ab 1816 Archivar und Bibliothekar in Hannover.
1819 wurde er Mitglied der Gesellschaft für Deutschlands ältere Geschichtskunde, aus der die Monumenta Germaniae Historica (MGH) hervorgingen. Hier widmete er sich den Karolingerquellen. Zunächst Herausgeber der bei Friedrich Bernhard Culemann gedruckten MGH, war er 1823 bis 1873 Präsident der MGH. Seine autokratische Herrschaft als Herausgeber bei den MGH kam ab 1870 zu einem Ende, als die Edition der Urkunden der Merowingerkönge seines Sohnes Karl August Friedrich Pertz, den er schon in jungen Jahren als Nachfolger in der Leitung der MGH auserkoren hatte, auf heftige Kritik stieß (wesentlich dafür war die Kritik von Theodor Sickel) und es seinen langjährigen Kritikern ermöglichte, ihn in der alleinigen Leitung des Projekts zu stürzen. Die Leitung der MGH wurde dann von Theodor Mommsen bis 1875 neu geordnet und eine kollegiale Führung eingeführt, der auch Pertz angehörte.
Von 1827 bis 1842 war er Direktor der Königlichen und Provinzialbibliothek und des Königlichen Münzkabinetts in Hannover. 1831 wirkte er an der Vorbereitung des neuen Staatsgrundgesetzes mit und war 1832/33 Abgeordneter in der Ständeversammlung. 1836 nahm ihn die Bayerische Akademie der Wissenschaften als auswärtiges Mitglied auf. Von 1835 bis 1851 war er korrespondierendes Mitglied der Königlich Niederländischen Akademie der Wissenschaften (KNAW). 1837 wurde er zum auswärtigen Mitglied der Göttinger Akademie der Wissenschaften gewählt. Ab 1840 war er korrespondierendes und ab 1843 ordentliches Mitglied der Preußischen Akademie der Wissenschaften. Die Königliche Akademie von Belgien nahm ihn 1847 als assoziiertes Mitglied auf. 1863 wurde er zum auswärtigen Mitglied (associé étranger) der Académie des Inscriptions et Belles-Lettres gewählt.
Darüber hinaus arbeitete Pertz als Redakteur für die später von Culemann herausgegebene Hannoversche Zeitung in den Jahren 1832–1837. Ab 1842 war er Oberbibliothekar der Königlichen Bibliothek in Berlin. Er zog ab 1854 den fähigen Philologen und Historiker Philipp Jaffé an das MGH-Projekt. Jaffé hielt das wissenschaftliche Niveau der Reihe durch eine Reihe von Editionen aufrecht, schied aber aus, als er erfuhr, dass Pertz seinen Versuch einer Anstellung als Archivar in Florenz hintertrieben hatte. Pertz verfolgte ihn daraufhin unnachsichtig offen oder auch verdeckt, zumal Jaffé auch eine eigene Konkurrenzreihe von Editionen eröffnet hatte. Der Selbstmord von Jaffé 1870 wurde ihm zum Teil angelastet, da er ihn 1869 unbegründet als Polizeispion diffamiert hatte.

## Familie
Pertz heiratete in erster Ehe 1827 Julia Philippa Pertz, geborene Garnett (* 1793; † 22. oder 25. Juli 1852), Tochter des englischen Astronomen John Garnett. Neben seinem offenbar unehelich am 21. Mai 1825 in Hannover geborenen Sohn Karl August Pertz hatte Pertz mit seiner ersten Ehefrau die drei weiteren Söhne Karl August Friedrich Pertz (1828–1881), der sein Mitarbeiter bei den MGH war, und dessen Zwillingsschwester (1828 – 20. Januar 1829), Georg Pertz (1830–1870) sowie den beim Eisenbahnbau in England tödlich verunglückten Ingenieuroffizier Hermann Pertz (1833–1881).
Nach Julias Tod heiratete er 1852 Leonora, Tochter des bedeutenden schottischen Geologen, Sozial- und Erziehungsreformers Leonard Horner, und hatte mit ihr unter anderem die Tochter Dorothea Pertz (1859–1939). Die Mutter der Astronomin Cecilia Payne-Gaposchkin (1900–1979) war seine Nichte.

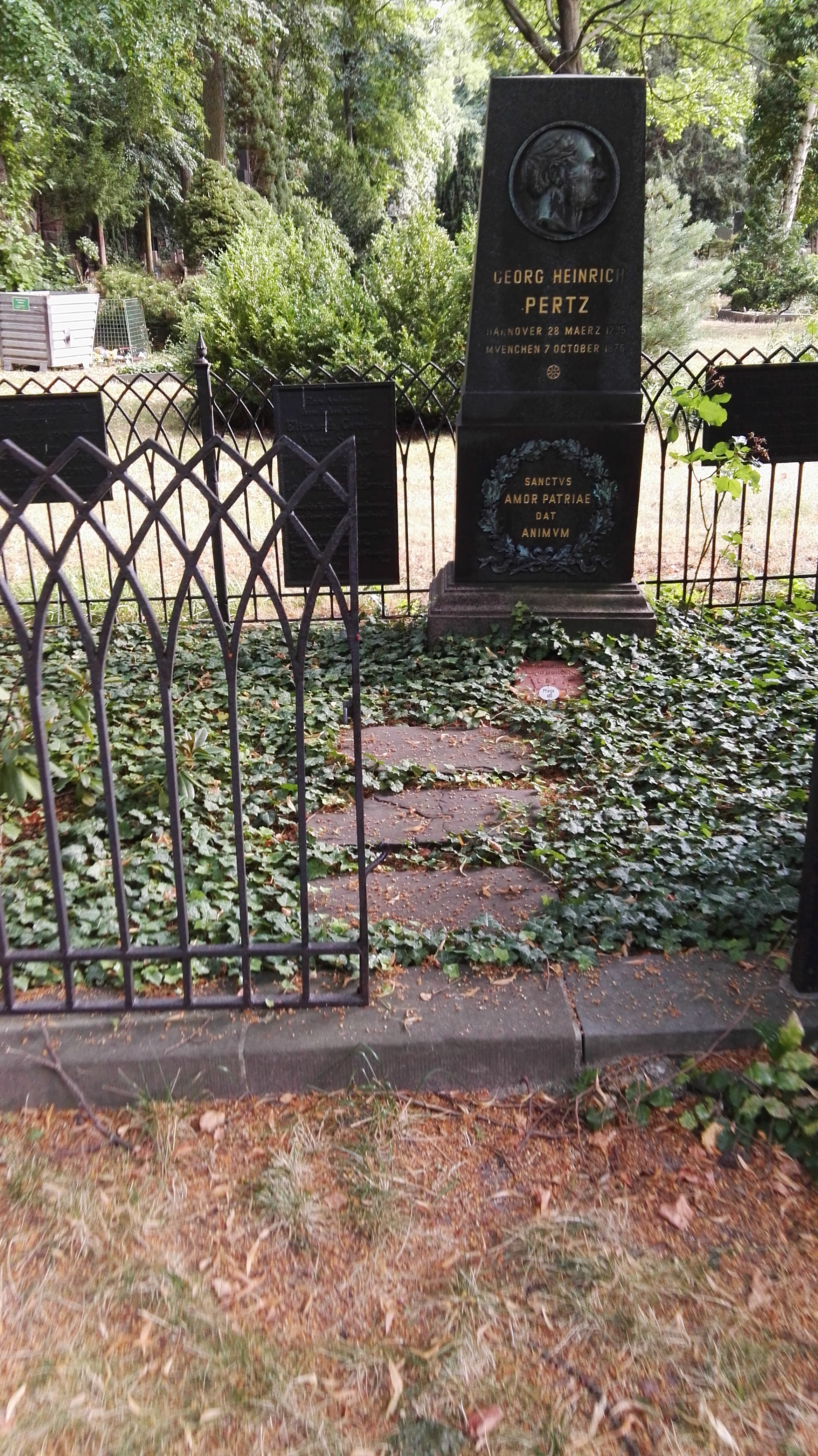
Grab von Pertz

## Ehrungen
- Pertz starb am 7. Oktober 1876 in München. Seine letzte Ruhestätte fand er auf dem Friedhof II der Dreifaltigkeitsgemeinde an der Bergmannstraße in Berlin-Kreuzberg (Feld C). Das Grab wird als Ehrengrab des Landes Berlin erhalten.
- Eine 1937 im hannoverschen Stadtteil Kleefeld angelegte Straße wurde zu seinen Ehren Pertzstraße genannt.[14]

## Schriften (Auswahl)
- Annales Sindelfingenses. In: Georg Heinrich Pertz (Hrsg.): Annales aevi Suevici. Hiersemann, Stuttgart 1963 (= Monumenta Germaniae Historica. Scriptores. Band 17).
- als Hrsg.: Monumenta germaniae historica inde ab anno Christi quingentesimo usque ad annum millesimum et quingentesimum. Hannover 1835–1889.